# Roxxxy
Roxxxy é a primeira robô (fembot) construída para a a prática sexual. A robô é um produto da empresa TrueCompanion, sediada em Nova Jérsei. Seu engenheiro criador é Douglas Hines, presidente fundador da companhia, que trabalhou como engenheiro de inteligência artificial no Bell Labs antes de fundar a True Companion. O desenvolvimento da Roxxxy teve custo estimado entre 500 mil e 1 milhão de dólares, e levou aproximadamente dois anos e meio para ser concluído.

## Características
A robô é descrita como sendo "a primeira namorada robótica em tamanho real do mundo". Roxxxy foi apresentada ao público na AVN Adult Entertainment Expo (AEE) em Las Vegas em 9 de janeiro de 2010. A ginoide de cerca de 1,70m e 54kg, tem pele sintética parecida com a pele humana e programada com inteligência artificial para aprender o que o dono gosta ou não gosta. Um esqueleto articulado permite que Roxxxy seja posicionada como um ser humano, mas a boneca não pode movimentar seus membros independentemente. Um coração mecânico instalado na robô alimenta um sistema de resfriamento líquido interno.
O protótipo da Roxxxy teria sido modelado com base em uma estudante de belas artes caucasiana. Roxxxy é disponibilizada para compra com cinco personalidades diferentes, à escolha do comprador — a extrovertida Wild Wendy (Wendy Selvagem), a reservada e tímida Frigid Farrah (Farrah Frígida), uma personalidade jovial e ingênua, Mature Martha (Martha Madura), e a aventureira S & M Susan (Susan Sadomasoquista). Ela pode conversar sobre esportes e carros. De acordo com o website da empresa, Roxxxy não é limitada ao uso para sexo mas também "pode manter uma discussão e expressar seu amor a você e ser sua amiguinha. Ela pode conversar com você, te escutar e sentir seu toque." Devido à inteligência artificial, a robô pode aprender coisas novas e discutí-las, além de armazenar as preferências de seu dono.
Outras funções incluem sensores de toque que dão a Roxxxy a habilidade de sentir quando está sendo movida, e um programa que permite que ela converse com o dono através de um alto-falante interno. O vocabulário da robô pode ser atualizado com a ajuda de um laptop (conectado às costas por cabos) e Internet. Os consumidores poderão pedir à TrueCompanion que personalize Roxxxy de acordo com suas preferências pessoais, tais como cor do cabelo, cor dos olhos, tamanho dos seios, entre outros. Roxxxy custa de USD 7.000 a USD 9.000 mais uma taxa de assinatura separada e atualmente está disponível nos Estados Unidos e Europa com planos para eventual disponibilidade global.